# ياغو أسباس
ياغو أسباس جونكال (بالإسبانية: Iago Aspas Juncal؛ مواليد 1 أغسطس 1987 في موانيا، بونتيفيدرا، إسبانيا)، هو لاعب كرة قدم إسباني يلعب لنادي سيلتا فيغو في الدوري الإسباني والمنتخب الإسباني في مركز الهجوم.

## روابط خارجية
- ياغو أسباس على موقع الاتحاد الدولي (مؤرشف)  (الإنجليزية)
- ياغو أسباس على موقع الاتحاد الأوربي (الإنجليزية)
- ياغو أسباس على موقع قاعدة بيانات كرة القدم.إي يو (الإنجليزية)
- ياغو أسباس على موقع ليكيب (الفرنسية)
- ياغو أسباس على موقع ناشيونال فوتبول تيمز (الإنجليزية)
- ياغو أسباس على موقع Soccerbase.com (لاعب) (الإنجليزية)
- ياغو أسباس على موقع Soccerway.com (الإنجليزية)
- ياغو أسباس على موقع عالم كرة القدم.نت (الإنجليزية)
- ياغو أسباس على موقع كووورة
- ياغو أسباس على موقع AS.com (الإسبانية)